# Arizona (groupe)
Pour les articles homonymes, voir Arizona (homonymie).
Arizona est un groupe de musique britannique constitué des remixeurs Michael Gray et Jon Pearn et de Zeeteah Massiah pour les voix. Ils obtiennent un fort succès en 1993 avec leur titre Slide On the Rhythm.

## Discographie

### Singles
- 1993 : Slide On The Rythm
- 1994 : I Specialize In Love